# Łany (powiat jędrzejowski)
Łany – wieś w Polsce, położona w województwie świętokrzyskim, w powiecie jędrzejowskim, w gminie Wodzisław.
| SIMC    | Nazwa      | Rodzaj     |
| ------- | ---------- | ---------- |
| 0279137 | Parcelanki | przysiółek |
| 0279143 | Zacisze    | osada      |

W 1595 roku wieś położona w powiecie ksiąskim województwa krakowskiego była własnością łowczego sandomierskiego Hieronima Lanckorońskiego. W latach 1975–1998 miejscowość administracyjnie należała do województwa kieleckiego.